# Poecilodryas
Poecilodryas és un gènere d'ocells de la família dels petròicids (Petroicidae) dels pit-roigs d'Australàsia.
El gènere va ser descrit per l'ornitòleg i artista d'ocells anglès John Gould el 1865. L'espècie tipus va ser posteriorment designada el petroica de ventre canyella (Poecilodryas cerviniventris). El nom del gènere combina el grec antic «poikilos» que significa “variat” amb «dryad», “nimfa arborícola”.

## Taxonomia
Segons la Classificació del Congrés Ornitològic Internacional (versió 15.1, 2025) aquest gènere està format per 3 espècies:
- Poecilodryas hypoleuca - petroica de flancs negres.
- Poecilodryas superciliosa - petroica celluda.
- Poecilodryas cerviniventris - petroica de ventre canyella.

### Anteriors espècies
Anteriorment, algunes autoritats també van situar les següents espècies (o subespècies) al gènere Poecilodryas:
- Xiuladora modesta (ara Pachycephala modesta de la família Pachycephalidae).[7]
- Monarca daurat (ara Carterornis chrysomela nitidus de la família Monarchidae).[8]
- Petroica gorjanegra (ara Plesiodryas albonotata).[6][9]
- Petroica tricolor (ara Gennaeodryas placens).[6][9]
- Petroica de barbeta negra (ara Leucophantes brachyura).[6][10]